# Kiss from a Rose
Kiss from a Rose è una canzone del musicista Seal, dal suo album del 1994 Seal, ed in seguito inserita nella colonna sonora del film Batman Forever del 1995.
Scritta da Seal, il singolo Kiss from a Rose è il secondo singolo estratto dalla colonna sonora di Batman Forever a giungere alla vetta della Billboard Hot 100 per una settimana nell'agosto 1995. In singolo in realtà era stato già pubblicato nel 1994 ma, salvo una ventesima posizione nella classifica inglese, era passato piuttosto inosservato. Dopo essere stato utilizzato nel commento musicale del film, il brano ottenne un successo strepitoso in tutto il mondo, vincendo due Grammy Award all'edizione del 1996 come "canzone dell'anno" e "disco dell'anno". Inoltre ha ottenuto una nomination agli MTV Movie Awards 1996.

## Il video
Esistono due versioni del video per Kiss from a Rose. La prima versione, diretta da Matthew Rolston, è ambientato in uno studio fotografico, mentre la seconda versione, diretta da Joel Schumacher (regista del film Batman Forever) vede Seal eseguire il brano sotto il bat-segnale di Batman. Al filmato principale si alternano scene del film.

## Tracce
1. Kiss From A Rose – 4:47
2. I'm Alive (Atraxion Future Radio Edit) – 4:11
3. I'm Alive (Sasha & BT's Atraxion Future Mix) – 13:48

## Classifiche
| Classifica (1994)                      | Massima posizione |
| -------------------------------------- | ----------------- |
| Regno Unito                            | 20                |
| Classifica (1995)                      | Massima posizione |
| U.S. Billboard Hot 100                 | 1                 |
| U.S. Billboard Hot Adult Contemporary  | 1                 |
| U.S. Billboard Hot Adult Top 40 Tracks | 1                 |
| U.S. Billboard Hot R&B/Hip Hop Songs   | 52                |
| U.S. Billboard Rhythmic Top 40         | 5                 |
| U.S. Billboard Top 40 Mainstream       | 1                 |
| U.S. ARC Weekly Top 40                 | 1                 |
| Australia                              | 1                 |
| Austria                                | 3                 |
| Belgio (Flanders)                      | 36                |
| Belgio (Wallonia)                      | 11                |
| Danimarca                              | 6                 |
| Paesi Bassi                            | 3                 |
| Francia                                | 8                 |
| Germania                               | 11                |
| Irlanda                                | 4                 |
| Lituania                               | 1                 |
| Nuova Zelanda                          | 16                |
| Norvegia                               | 3                 |
| Svezia                                 | 8                 |
| Svizzera                               | 7                 |